# Myrianida langerhansi
Myrianida langerhansi är en ringmaskart som först beskrevs av Gidholm 1967.  Myrianida langerhansi ingår i släktet Myrianida och familjen Syllidae. Arten är reproducerande i Sverige. Inga underarter finns listade i Catalogue of Life.